# Milano-Torino 1919
La Milano-Torino 1919, dodicesima edizione della corsa, si svolse il 13 aprile 1919 su un percorso di 254 km. La vittoria fu appannaggio dell'italiano Costante Girardengo, che completò il percorso in 8h39'04", precedendo i connazionali Giuseppe Olivieri e Giuseppe Azzini.

## Ordine d'arrivo (Top 10)
| Pos. | Corridore           | Squadra         | Tempo    |
| ---- | ------------------- | --------------- | -------- |
| 1    | Costante Girardengo | Stucchi         | 8h39'04" |
| 2    | Giuseppe Olivieri   | Stucchi         | s.t.     |
| 3    | Giuseppe Azzini     | Legnano-Pirelli | s.t.     |
| 4    | Gaetano Belloni     | Bianchi-Pirelli | s.t.     |
| 5    | Angelo Gremo        | Stucchi         | s.t.     |
| 6    | Alois Verstraeten   | Bianchi-Pirelli | s.t.     |
| 7    | Arturo Ferrario     | Bianchi-Pirelli | a 1'48"  |
| 8    | Giuseppe Pifferi    | Verdi           | s.t.     |
| 9    | Ugo Agostoni        | Bianchi-Pirelli | s.t.     |
| 10   | Marcel Buysse       | Bianchi-Pirelli | s.t.     |